# Bultaco Streaker
La Bultaco Streaker fou un model de motocicleta de turisme fabricat per Bultaco entre 1977 i 1982. Al llarg de la seva vida comercial se'n produïren dues versions, ambdues amb les mateixes característiques generals: motor de dos temps monocilíndric refrigerat per aire (disponible en dues cilindrades: 74 i 125 cc), bastidor multitubular de doble bressol obert, llandes d'aliatge, frens de disc i amortidors de forquilla convencional davant i hidràulics de gas darrere. Per bé que la segona versió incloïa canvis al motor, la principal diferència amb l'anterior era estètica, ja que la combinació de colors variava i es passava del negre i daurat originals al blanc i negre.
Apareguda poc abans de la crisi i ràpida fallida de l'empresa, la Streaker fou la darrera gran realització de Bultaco. Es tractava d'una petita motocicleta esportiva la principal virtut de la qual era una excepcional estabilitat, producte del seu innovador xassís multitubular. A causa del seu esperit esportiu i del fet d'anar adreçada a un públic adolescent (la versió de 74 cc es podia conduir a partir dels 16 anys a l'estat espanyol) es va crear una copa promocional per a joves promeses, la Copa Streaker, disputada només el 1979 per culpa dels problemes de l'empresa. Fou en aquell campionat on s'iniciaren en competició futurs campions com ara Sito Pons (guanyador final de la Copa), Jorge Martínez "Aspar" i Carles Cardús.

## Història
Després d'anys dedicant-se prioritàriament al fora d'asfalt, a començaments de 1977 Bultaco decidí de renovar el seu model de carretera adreçat als joves, la Junior, una moto llançada el 1966 que havia quedat força antiquada (al contrari d'allò que passava amb el seu model equivalent d'enduro i trial, la Lobito, que sí que s'havia anat adaptant als nous temps). El nou model resultant, anomenat Streaker, no era una simple posada al dia de la Junior sinó més aviat una revolució total del concepte, amb abundants innovacions que varen propiciar-ne l'èxit immediat.
A banda de les llandes d'aliatge lleuger i els frens de disc (ben poc comuns aleshores en motos de petita cilindrada), el xassís era la nota més destacada de la Streaker. Dissenyat pel tolosà Jean-Pierre Fournalès -conegut actualment pels seus amortidors oleopneumàtics-, el seu quadre s'avançà a les realitzacions actuals, en què sengles bigues uneixen de la forma més directa possible les dues articulacions vitals de la motocicleta (la columna de direcció i l'eix del basculant), aconseguint així un avantatjós estalvi de pes.
La Streaker fou el darrer model de motocicleta que va sortir de la fàbrica de Bultaco abans del seu tancament temporal de 1979 (avantsala de la fallida total de l'empresa), i romangué en catàleg fins al 1982, poc abans del tancament de portes definitiu. La versió de 74 cc es distribuí principalment a l'estat espanyol, mentre la de 125 es destinà a l'exportació a causa dels diferents límits legals d'edat per cilindrada.
Cap a 1980, coincidint amb el desenvolupament del projecte Mk15 (nom amb què es conegueren les darreres versions de Pursang), Bultaco traslladà tots els avenços tecnològics introduïts al seu model de motocròs a un nou prototipus de Streaker: la Streaker MK15, equipada amb un potent motor de 80 cc que havia de substituir els anteriors. Els problemes de l'empresa, però, n'impediren el llançament i la idea no passà de la fase de prototipus.

## Característiques
La Streaker presentava nombroses innovacions tècniques avançades al seu temps, com ara el xassís multitubular de doble bressol obert, una primícia absoluta (era la primera moto en què que s'aplicava la unió directa entre els eixos del basculant i la direcció). La unió estava feta mitjançant sengles tubs de reforç situats entre la pipa de la direcció i l'atac del basculant, i es distingia per l'ús de tubs extremadament fins, els quals treballaven només en tracció o en compressió. L'invent va crear escola i es va demostrar molt valuós pel que fa a la reducció de pes de la moto.
La Streaker incloïa també frens de disc (abandonant, doncs, els habituals de tambor emprats per la marca) i suspensió posterior amb doble amortidor hidràulic de gas. La versió 125, de 118 cc, oferia una potència màxima de gairebé 14 CV i podia assolir fàcilment els 120 km/h, amb un canvi de sis velocitats de gran suavitat. A més, era molt lleugera (85 kg) i gaudia d'un aspecte elegant i exclusiu, amb una combinació de colors -negre i daurat- que recordaven els de l'escuderia John Player-Team Lotus de Fórmula 1 (vegeu, per exemple, el Lotus 77 de 1976, pilotat per Mario Andretti).

## Versions

### Llista de versions produïdes
| Id. Model | Nom           | Cilindrada | Període en producció | Període en producció | Núm. Sèrie                | Pintura dipòsit              |                          |
| Id. Model | Nom           | Cilindrada | De                   | A                    | Núm. Sèrie                | Pintura dipòsit              |                          |
| --------- | ------------- | ---------- | -------------------- | -------------------- | ------------------------- | ---------------------------- | ------------------------ |
| 179       | Streaker 74   | 74         | Maig 1977            | Maig 1979            | 179.000.001 - 179.000.890 | Negre amb filetejats daurats |                          |
| 204       | Streaker 125  | 118        | Maig 1977            | Maig 1979            | 204.000.001 - 204.000.750 | Negre amb filetejats daurats |                          |
|           |               |            |                      |                      |                           |                              |                          |
| 179A      | Streaker 74   | 74         | Maig 1979            | 1982                 | 179.000.891 - 179.001.890 | Blanc amb franges negres     |                          |
| 204A      | Streaker 125  | 118        | Maig 1979            | 1982                 | 204.000.751 - 204.001.040 | Blanc amb franges negres     |                          |
|           |               |            |                      |                      |                           |                              |                          |
| 205       | Streaker MK15 | 80         | 1980                 | 1980                 | -                         | Blanc amb franges negres     | Blanc amb franges negres |

### Models 179 i 204
Fitxa tècnica
| • Dimensions |
| --- |
| - Distància entre eixos: 1.290 mm - Alçada selló: 760 mm - Alçada mínima sobre el terra: 250 mm - Alçada estreps: 275 mm - Manillar (alt x ample): 900 x 545 mm |

| • Altres                                         |
| ------------------------------------------------ |
| - PVP a l'època: 74.130 pts (445 euros al canvi) |

| • Dimensions |
| --- |
| - Distància entre eixos: 1.290 mm - Alçada selló: 760 mm - Alçada mínima sobre el terra: 250 mm - Alçada estreps: 275 mm - Manillar (alt x ample): 900 x 545 mm |

| • Altres                                                                      |
| ----------------------------------------------------------------------------- |
| - Velocitat màxima: 120 km/h - PVP a l'època: 76.178 pts (458 euros al canvi) |

Notes
1. ↑  14 CV a 8.300 rpm segons una altra font.[6]
2. ↑  88 kg segons una altra font.[6] Pes incloent-hi benzina, oli i altres extres: 94 kg.[20]
3. ↑  116 km/h segons una altra font.[20]

### Models 179A i 204A
El maig de 1979 es va presentar la segona versió de la Streaker, identificable a primer cop d'ull per la combinació de colors (ara blanca en comptes de negre). Els principals canvis mecànics afectaven el motor, de nova generació (era un intermedi entre el San Antonio 2 i el MK15), amb transmissió primària per engranatges en comptes de per cadena com fins aleshores (aconseguint així una major flexibilitat i potència). Es va millorar també la distribució del cilindre i la bomba del fre anterior, accionat abans per cable i ara directament per control hidràulic.
Pel que fa a l'acabat estètic, la moto adoptava ara un nou dipòsit i un selló tipus colín (de cua, més incòmode però aconseguint així un aspecte encara més esportiu), alhora que s'intentava que la decoració fos similar a la de la TSS Mk2 pilotada per Ricardo Tormo la temporada anterior al mundial de 50cc (de fet, Tormo apareixia a la portada del fullet publicitari, assegut sobre la nova Streaker). La presentació a la premsa es va fer al circuit de Calafat, on la provaren Jaume Alguersuari i Salvador Cañellas entre d'altres.
Fitxa tècnica
| • Dimensions |
| --- |
| - Longitud total: 1.925 mm - Distància entre eixos: 1.275 mm - Alçada selló: 760 mm - Alçada mínima sobre el terra: 250 mm - Alçada estreps: 275 mm - Manillar (alt x ample): 900 x 570 mm |

| • Dimensions |
| --- |
| - Longitud total: 1.925 mm - Distància entre eixos: 1.275 mm - Alçada selló: 760 mm - Alçada mínima sobre el terra: 250 mm - Alçada estreps: 275 mm - Manillar (alt x ample): 900 x 570 mm |